# نوشابه انرژی‌زا

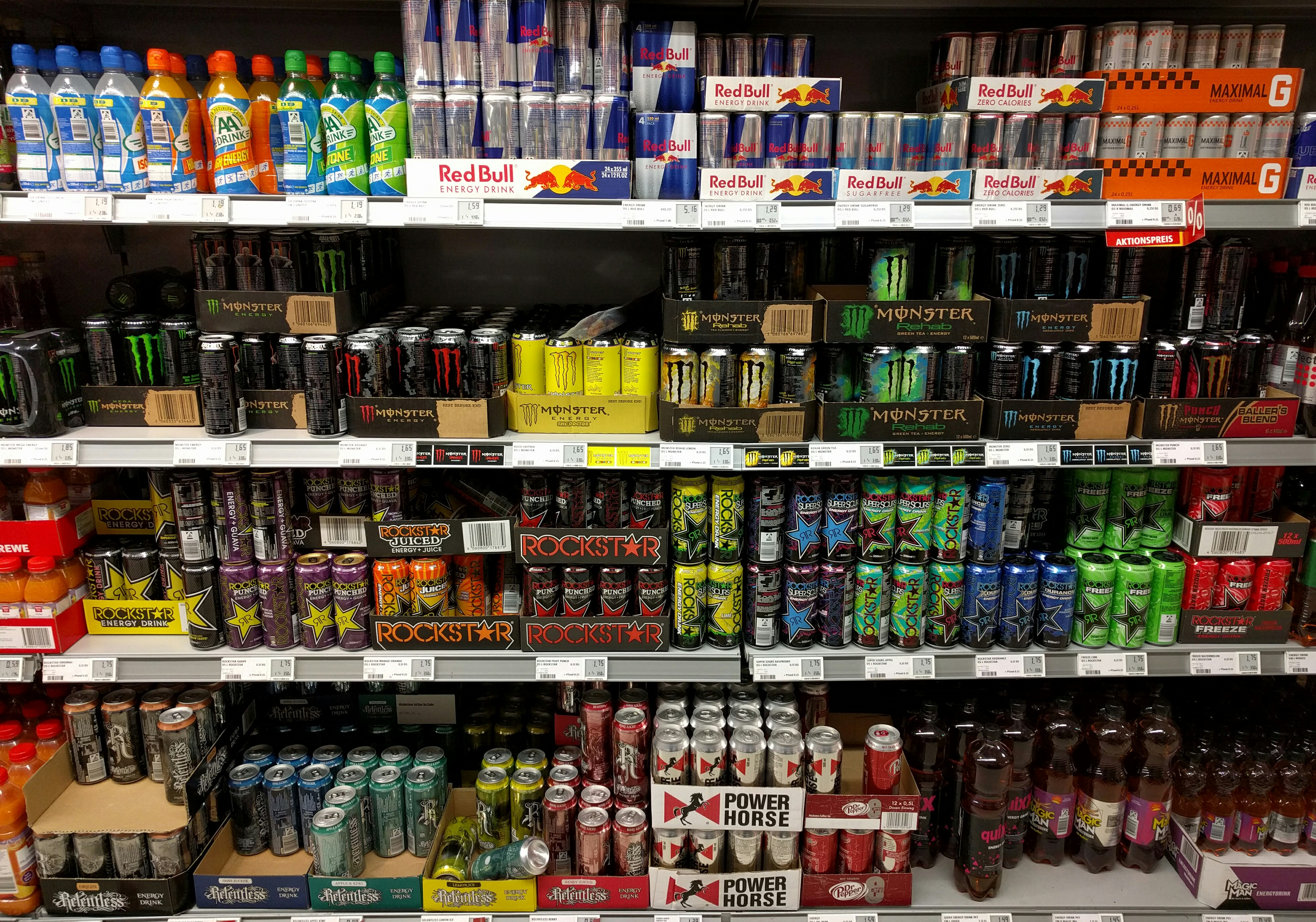
برخی از برندهای نوشیدنی انرژی‌زا

نوشابه انرژی‌زا (یا نوشیدنی انرژی زا)نوشیدنی‌هایی حاوی مواد محرکی مانند کافئین، تائورین و مواد گوناگونی مانند کربوهیدراتها (قندها)، ویتامین‌ها، مواد معدنی، و طعم دهنده و آب میوه و گلوکورونولاکتون (یک ماده طبیعی که در بدن از تجزیه قند ساده گلوکز ایجاد می‌شود) هستند. معمولاً مصرف‌کننده پس از مصرف اینگونه نوشابه‌ها انرژی زیادی می‌گیرند. یک قوطی نوشابهٔ انرژی‌زا معمولاً ۸۰ میلی‌گرم کافئین دارد. این نوشیدنی‌ها به منظور افزایش سطح انرژی مصرف‌کننده تهیه می‌گردند.
در بسیاری از کشورها مصرف اینگونه نوشابه‌ها ممنوع است یا با علائم هشدار دهنده به فروش می‌رسند. در عربستان سعودی هر نوع تبلیغ نوشیدنی‌های انرژی‌زا را قدغن و فروش آنها را در مراکز عمومی، دولتی، آموزشی، بهداشتی و ورزشی ممنوع است. همچین فروش نوشابه‌های انرژی زای الکلی در آمریکا ممنوع است زیرا افزودن کافئین به نوشیدنی الکلی خطرناک است و قضاوت فرد را دچار مشکل می‌کند.
مطالعه ای در سال ۲۰۲۴ نشان داد که اختلاط نوشیدنی‌های انرژی زا و الکل در دوران نوجوانی عملکرد مغز را مختل می‌کند، و باعث ایجاد اختلالات رفتاری می‌شود که تا بزرگسالی ادامه می‌یابد. به‌طور کلی، این مطالعه نشان می‌دهد که قرار گرفتن در معرض نوشیدن بیش‌ازحد الکل مخلوط با نوشیدنی‌های انرژی‌زا (AMED) در نوجوانان نشان‌دهنده عادتی است که ممکن است به‌طور دائم بر انعطاف‌پذیری هیپوکامپ تأثیر بگذارد.

## مواد تشکیل دهنده
- افدرین
- تائورین
- جینسنگ
- ویتامین گروه ب
- کافئین
- دانه گوآرانا
- کراتین
- گلوکورونولاکتون
- شکر